# Diego de Praves

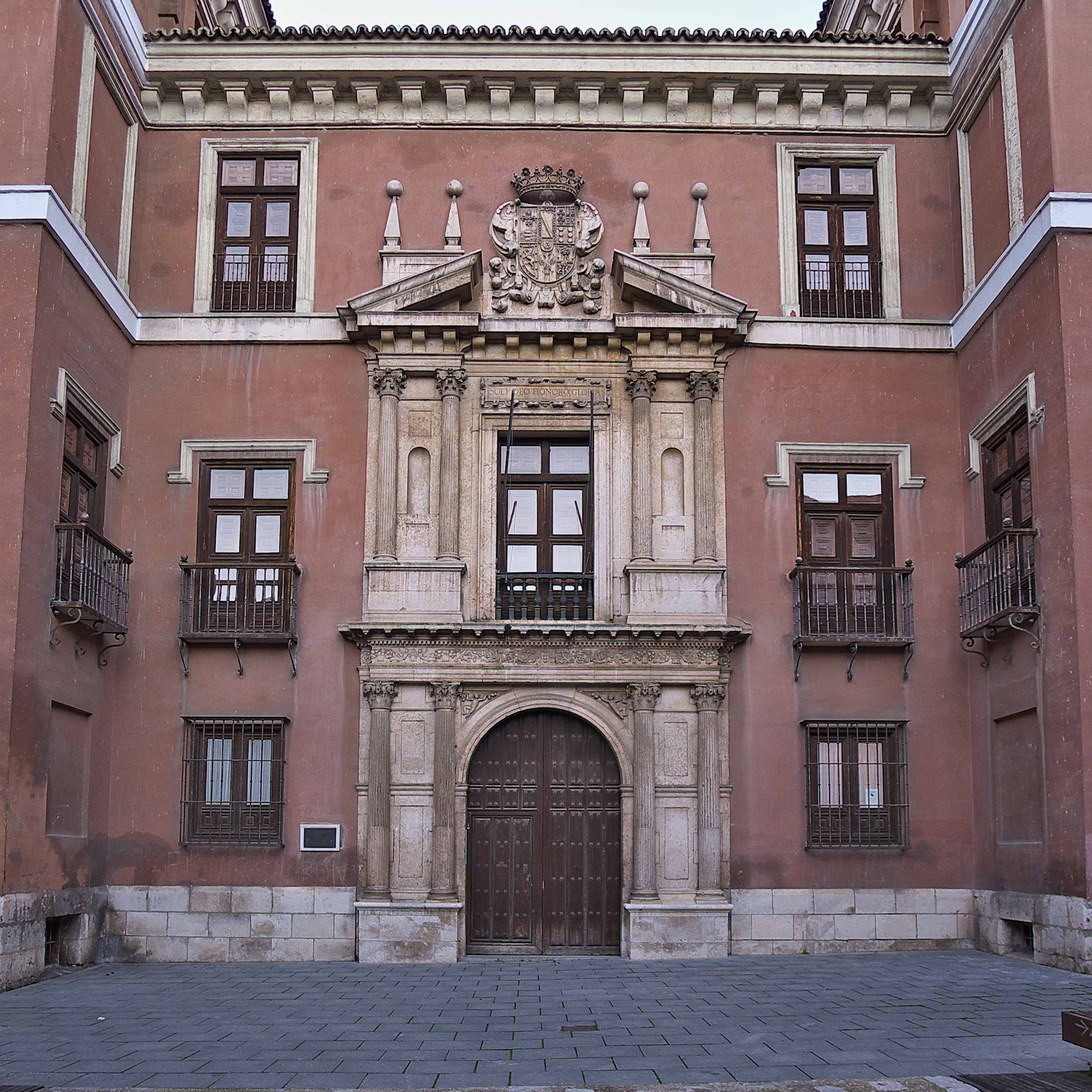
Portada del Palacio de Fabio Nelli, Valladolid

Diego de Praves (Uclés, 1556 - 1620) fue un arquitecto español del Siglo de Oro, padre del también arquitecto Francisco de Praves.

## Biografía
Diego de Praves nace en Uclés, en la provincia de Cuenca, en 1556, fruto del matrimonio de Ana Sánchez y Juan de Praves. Originario de Praves, su padre fue maestro de cantería que durante la primera mitad del XVI se habría mudado a Uclés para desarrollar su labor, teniéndose conocimiento de que en 1529 se encontraba trabajando en las obras del monasterio de Uclés.
Con veintiséis años se traslada a Valladolid, donde hizo amistad con Juan de Nates, Juan de Mazarredonda y Pedro Mazuecos. Se casó y tuvo varios hijos, entre ellos Francisco, también arquitecto.
Muy joven, de De 1579 a 1582 estuvo al frente de las obras la iglesia de Santo Domingo de Silos en Alcázar del Rey, posiblemente junto a su padre, para posteriormente trasladarse a Valladolid, donde desarrolló la mayor parte de su vida y actividad profesional.
Allí fue Maestro Mayor de la ciudad y Arquitecto del Rey, siendo la cabeza del foco clasicista vallisoletano. Maestro Mayor de la Catedral siguiendo el proyecto de Juan de Herrera, fue también arquitecto de las iglesias de San Agustín (1619), San Lorenzo, San Martín y la del Carmen Descalzo actual Iglesia del Carmen de Extramuros; de los conventos de Porta Coeli, y San Pablo, restauración del Convento de San Francisco; del palacio de Fabio Nelli; de las obras de traída de agua de Argales: Las Arcas Reales; y de numerosas casas principales y palaciegas. Se le debe la fachada de la iglesia de la Vera Cruz (1595) de esta ciudad y la terminación de la parroquial de Cigales (Valladolid, desde 1590 hasta 1620). También participó en la construcción del Convento de las Descalzas Reales, realizada según trazas de Francisco de Mora, pudiendo aportar algo en la fachada, principalmente, inspirándose en las de San Miguel y Belén. 
Siguió el estilo del manierismo posherreriano. 
Con Praves empieza el estilo de placas que después reaparece en la Catedral, la iglesia de Cigales y otras obras. En 1595 hizo las obras de restauración del claustro del desaparecido convento de San Francisco de Valladolid.
- Datos: Q5806783